# Wilhelm Joseph Behr
Michael Wilhelm Joseph Behr, född 26 augusti 1775 i Sulzheim, Unterfranken, död 1 augusti 1851 i Bamberg, var en tysk statsrättslärare och politiker.
Behr anställdes 1799 som professor i Würzburg, men avskedades 1821 för sin opposition i den bayerska lantdagen. Sedermera valdes han till borgmästare i nämnde stad, men avsattes 1832 för ett politiskt tal och dömdes, efter fyra års fångenskap i rannsakningshäkte, till mångårigt fängelsestraff. Han frigavs först 1848 och fick på samma gång av de bayerska kamrarna ett skadestånd på 10 000 gulden. Han utgav åtskilliga arbeten i sin vetenskap.